# Битва при Ла-Рош-л’Абей
Битва при Ла-Рош-л’Абей — сражение Третьей гугенотской войны во Франции, произошедшее 25 июня 1569 года между войсками католиков и гугенотов.

## Предыстория
Третья гугенотская война началась с восстания протестантов и создания армии под командованием Людовика I Бурбона, принца Конде. Эта армия осадила несколько городов в Пуату, а затем Ангулем и Коньяк. В битве при Жарнаке (16 марта 1569 года) принц Конде был убит, что заставило адмирала де Колиньи принять командование.
Рассчитывая атаковать королевскую армию, Колиньи направил своих солдат в регион Лимузен, надеясь перегруппироваться за счёт подкреплений из 14 000 наёмников во главе с герцогом Цвайбрюкенским, нанятых за счёт средств королевы Англии Елизаветы. После короткого боя с отрядом королевской армии герцог Цвайбрюкенский смог пересечь реку Вьенна в Эксе, но 11 июня умер в Нексоне. За счёт вливания его солдат в армию Колиньи общая численность гугенотских сил выросла до 25 000 человек.
Королевская армия — 29 500 солдат под руководством герцога Анжуйского (будущего Генриха III) — были размещены у Сент-Ирэ, чтобы защищать город.

## Битва
Протестантская армия застигла королевские войска врасплох, и это дало им начальное преимущество. Однако генерал-полковник королевской пехоты Филиппо Строцци смог временно спасти положение, обойдя силы Колиньи с тыла. В итоге, опасаясь окружения, Колиньи не стал преследовать королевские войска, как только те начали отступать.

## Последствия
Победа Колиньи была далека от решающей, но она позволила ему открыть путь к Перигору. Протестантская армия захватила несколько ценных пленников, наиболее известным из которых стал генерал-полковник Филиппо Строцци.
В последующие дни протестантская армия атаковала разрозненные королевские отряды по всему Лимузену и Перигору, в том числе 500 пехотинцев в Ла-Рош-л’Абей и 250 крестьян в Ла-Шапель-Фоше, в качестве возмездия за смерть Конде.
Осенью того же года битва при Монконтуре (30 октября) обернётся поражением гугенотов, и католические силы предпримут аналогичные карательные меры против протестантского населения.